# Glenorchy City
Koordinaten: 42° 50′ S, 147° 17′ O

Die City of Glenorchy ist ein lokales Verwaltungsgebiet (LGA) im australischen Bundesstaat Tasmanien. Das Gebiet ist 120 km² groß und hat etwa 46.000 Einwohner (2016).
Glenorchy liegt im Südosten der Insel und ist Teil der Hauptstadt Hobart. Das Gebiet umfasst 18 Ortsteile und Ortschaften: Austins Ferry, Berriedale, Chigwell, Claremont, Collinsvale, Derwent Park, Dowsings Point, Glenlusk, Glenorchy, Goodwood, Granton, Lutana, Moonah, West Moonah, Montrose, Rosetta, Springdale und Windermere. Der Sitz des City Councils befindet sich im Stadtteil Glenorchy im Osten der LGA, wo etwa 11.000 Einwohner leben (2016).

## Verwaltung
Der Glenorchy City Council hat zwölf Mitglieder. Der Mayor (Bürgermeister), sein Deputy (Stellvertreter) und zehn Aldermen werden direkt von den Bewohnern der LGA gewählt. Glenorchy ist nicht in Bezirke untergliedert.